# Verfahrensmechaniker für Beschichtungstechnik

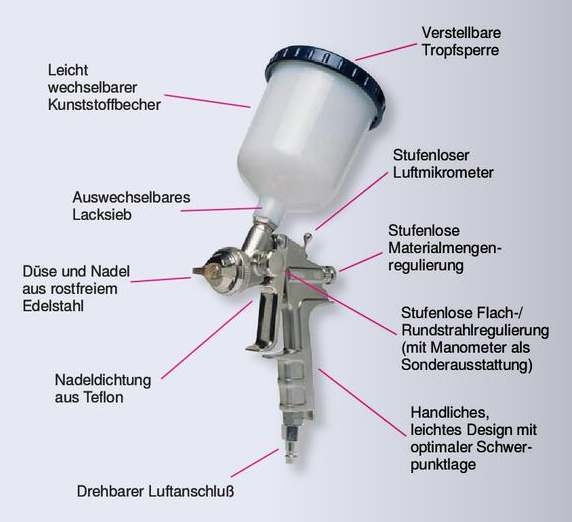
Eine Handspritzpistole, die vom Verfahrensmechaniker für Beschichtungstechnik zum manuellen Lackieren genutzt wird

Der Verfahrensmechaniker für Beschichtungstechnik ist in Deutschland ein staatlich anerkannter Ausbildungsberuf nach Berufsbildungsgesetz. Die Ausbildungsdauer zum Verfahrensmechaniker für Beschichtungstechnik beträgt in der Regel drei Jahre. Die Ausbildung erfolgt an den Lernorten Betrieb und Berufsschule. Es handelt sich um einen Monoberuf ohne weitere Binnendifferenzierungen.

## Arbeitsgebiete und Arbeitsorte
Verfahrensmechaniker für Beschichtungstechnik nutzen Lacke, um Oberflächen aus Metall, Holz und Kunststoff zu beschichten. Dies erfolgt mittels mechanischer, chemischer oder elektrolytischer Verfahren sowohl per Anlage (maschinell), als auch per Hand (manuell). Bei maschinellen Verfahren überwachen und kontrollieren sie dabei den Prozessablauf und warten und steuern ihre Produktionsmaschinen. Daneben gehört die selbstständige Koordination der Arbeitsabläufe zu ihren Arbeitsgebieten. Hierfür sind unter anderem Grundlagen der mechanischen Fertigungs- und Fügverfahren erforderlich. Die wichtigsten Kernkompetenzen sind die unumgängliche Behandlung des Untergrunds, als Vorbereitung für das Lackieren an sich. Dazu gehört auch die Wahl des passenden Beschichtungsmaterials und die Berücksichtigung des Korrosionsschutzes. Verfahrensmechaniker für Beschichtungstechnik müssen Umweltschutzbestimmungen beachten und jede ihrer Arbeiten dokumentieren.
Die Beschichtung kann funktionelle Zwecke verrichten, etwa in der Apparate- und Geräteherstellung, kann aber auch dekorative Zwecke erfüllen, z. B. in der Fahrzeugindustrie oder bei der Beschichtung von Holz- und Kunststoffen. Verfahrensmechaniker für Beschichtungstechnik arbeiten in verschiedenen Industriezweigen zum Beispiel in der Auto-, Möbel-, Maschinenbau- und Geräteindustrie. In diesen Bereichen werden sie meistens auch ausgebildet.

## Gliederung der Ausbildung
In den ersten beiden Ausbildungsjahren stehen die Arbeitsvorbereitung, wie Werkstücke auf Beschichtbarkeit prüfen, aber auch das Vorbehandeln von Oberflächen im Vordergrund der Ausbildung. Verfahrensmechaniker für Beschichtungstechnik erlernen das Lackieren, Pulverbeschichten, Spritzlackieren und Tauchlackieren sowie wichtige Vorbehandlungsverfahren auf verschiedenen Oberflächen. Im dritten Ausbildungsjahr wird das Regeln und Überwachen elektrischer Größen sowie die vollständige Bedienung von Lackieranlagen vermittelt.

## Spezialisierungsformen
Bei einer Spezialisierung entscheidet sich der Lehrling in Abhängigkeit von den Möglichkeiten des Ausbildungsbetriebes für ein Spezialgebiet. Dazu zählen unter anderem manuelle oder mechanische Lackierung.

## Berufliche Einsatzmöglichkeiten nach der Ausbildung (Alternativen)
Metalloberflächenbehandlung - Verzinker/Verzinkerin
Produktionsplanung,- Steuerung - Vorarbeiter/Vorarbeiterin
Qualitätssicherung,- management - Qualitätskontrolleur/Qualitätskontrolleurin
Chemikant
Lacklaborant

## Schulische Vorbildung
Betriebe, die Verfahrensmechaniker für Beschichtungstechnik ausbilden, greifen überwiegend Schüler mit Mittlerem Schulabschluss (Realschulabschluss) zurück. 56 % aller Auszubildenden im Jahr 2011 in diesem Beruf verfügten über einen Realschulabschluss, 36 % über einen Hauptschulabschluss und 6 % über die Hochschulreife. Lediglich zwei Prozent der Auszubildenden hatten keinen Hauptschulabschluss.

## Ausbildungsvergütung und Verdienstmöglichkeiten
Die durchschnittliche Ausbildungsvergütung beträgt zwischen 788 Euro (1. Ausbildungsjahr) bis 941 Euro (3. Ausbildungsjahr). Nach dem Abschluss der Ausbildung sind 1600 Euro bis 2000 Euro Verdienst möglich.